# Coudersport
Coudersport es un borough ubicado en el condado de Potter en el estado estadounidense de Pensilvania. En el año 2000 tenía una población de 2.650 habitantes y una densidad poblacional de 180.5 personas por km².

## Geografía
Coudersport se encuentra ubicado en las coordenadas 41°46′26″N 78°01′07″O / 41.77389, -78.01861.

## Demografía
Según la Oficina del Censo en 2000 los ingresos medios por hogar en la localidad eran de $35,813 y los ingresos medios por familia eran $44,053. Los hombres tenían unos ingresos medios de $32,288 frente a los $22,439 para las mujeres. La renta per cápita para la localidad era de $18,209. Alrededor del 11% de la población estaba por debajo del umbral de pobreza.